# Hamilton (Bermudas)
Hamilton é uma paróquia situada no arquipélago das ilhas Bermudas.

## Ver também

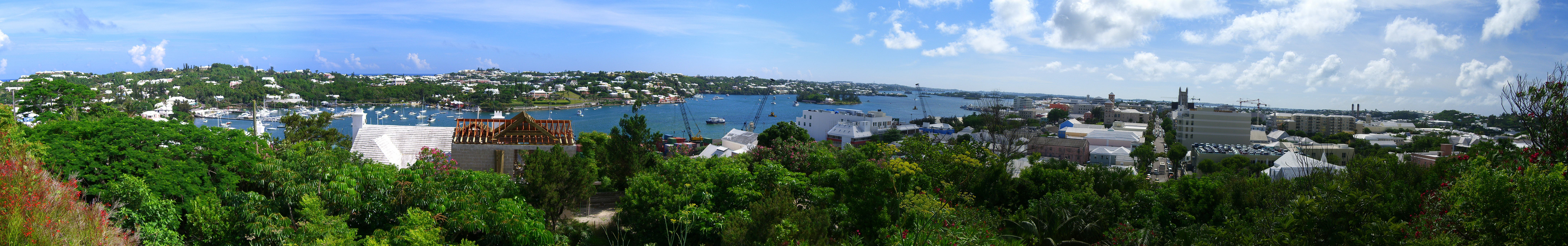
Vista panorâmica da paróquia de Hamilton, no arquipélago das Bermudas.